# Micky Cook (cầu thủ bóng đá, sinh 1951)
Michael Cook (sinh ngày 9 tháng 4 năm 1951) là một cựu cầu thủ bóng đá người Anh thi đấu ở vị trí hậu vệ phải. Cook dành cả sự nghiệp với Colchester United, có 614 lần ra sân ở Football League và giữ kỉ lục số lần ra sân nhiều nhất câu lạc bộ mọi thời đại. Trong sự nghiệp ông là một phần của đội bóng vô địch Cúp Watney và đánh bại Leeds United tại Cúp FA. Sau khi giải nghệ, ông trở thành huấn luyện viên đội trẻ tại Colchester cũng như có một thời gian ngắn làm huấn luyện viên tạm quyền năm 1999. Thời gian của ông với câu lạc bộ kết thúc năm 2004 khi câu lạc bộ chấm dứt với ông. Trong thời gian làm huấn luyện viên đội trẻ, ông từng giúp những tài năng như Lomana Tresor Lua Lua phát triển.